# Мирзоев, Денис Уснидинович
Денис Уснидинович Мирзоев (род. 7 января 1986, Ставрополь) — российский профессиональный гандболист. Мастер спорта России. Играл на позиции правого крайнего.

## Биография
По национальности лезгин. Воспитанник ставропольской школы гандбола. С 2003 по 2012 год выступал за «Динамо-Виктор» (Ставрополь). В июне 2012 перешёл в украинский клуб «Мотор» (Запорожье), который покинул в июле 2013 года и перешёл в краснодарский СКИФ. В 2014 году перебрался в «Неву». В сезоне 2016/2017 играет за родной клуб — «Динамо-Виктор». Выступал за юношескую сборную России.